# Parque Peñalolén
El Parque Peñalolén es un parque urbano en la comuna de Peñalolén, Santiago de Chile. Se emplaza en las intersecciones de las avenidas José Arrieta y Tobalaba, y se creó originalmente con el desalojo de la antigua Toma de Peñalolén ubicada en esos terrenos.
A principios de 2008 se presentó el proyecto al MINVU, el cual fue aceptado, y el comienzo de las obras se inició en mayo de 2008.

## Terrenos
El terreno de 23,45 hectáreas, tiene un declive horizontal, por lo que sirve como mirador sobre la ciudad de Santiago de Chile.
En relación con tamaño, el Parque Peñalolén supera al Parque Forestal de Santiago que mide 18,34 hectáreas, y es más pequeño que el Parque Padre Hurtado en La Reina que mide 64 hectáreas.
El megaproyecto también tuvo que cambiar algunas calles y crear otras. Alrededor del parque se construyeron tres nuevas calles, dos nuevos puentes, y se modificaron otras cuatro. El Canal San Carlos tuvo una ligera modificación. Además, el parque cuenta con estacionamientos públicos.

## Equipamiento

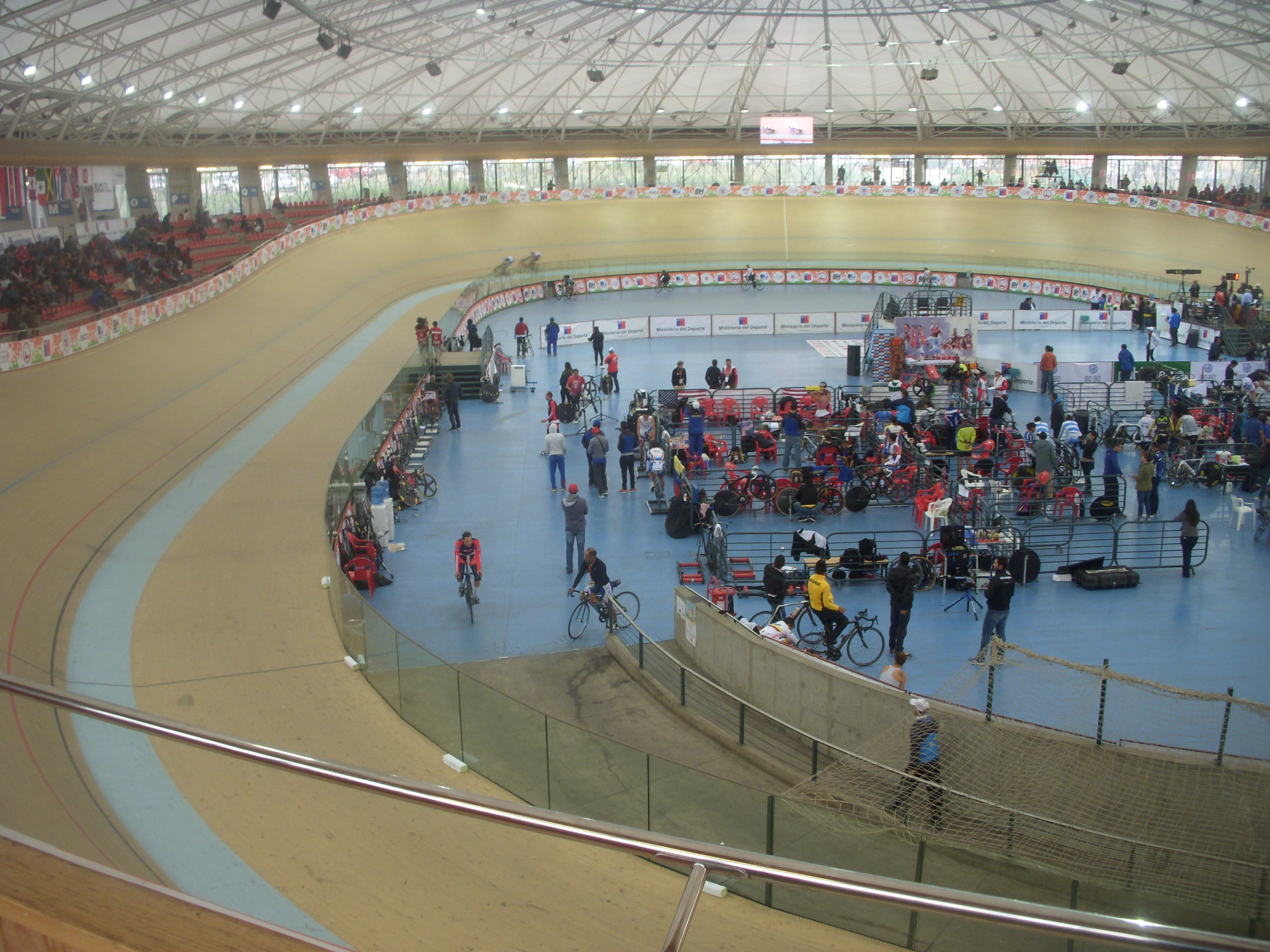
Velódromo del Parque Peñalolén

El parque cuenta con distintos tipos de zonas, como la deportiva, con un velódromo, el Centro de Tiro con Arco Parque Peñalolén, canchas de fútbol, tenis, entre otras. La de compras, en donde se instala una feria de distintos productos. En el área infantil hay juegos para niños pequeños y más grandes. En general, el resto del espacio es para transitar tranquilamente.
El parque es sede de los Juegos Panamericanos y Parapanamericanos de 2023, desarrollándose en sus terrenos las competencias de ciclismo BMX, tiro con arco, patinaje artístico, Para tiro con arco y Para ciclismo pista.